# 豐田戰爭
豐田戰爭（阿拉伯语：حرب تويوتا，轉寫：Ḥarb Tūyūtā）是查德-利比亞衝突最後階段，發生於1987年的查德奧祖地帶。因查德軍隊在此戰使用大量豐田皮卡車而得名，皮卡車主要是豐田Hilux和豐田陸地巡洋艦，它們為查德軍隊提供了機動性以靈活對抗利比亞軍隊。利比亞在戰爭中慘敗，據美國消息人士稱，利比亞損失十分之一的軍隊，有7,500人喪生，價值15億美元的軍事裝備被摧毀或被俘。查德的損失是1,000人被殺。